# 矮小楕円体銀河

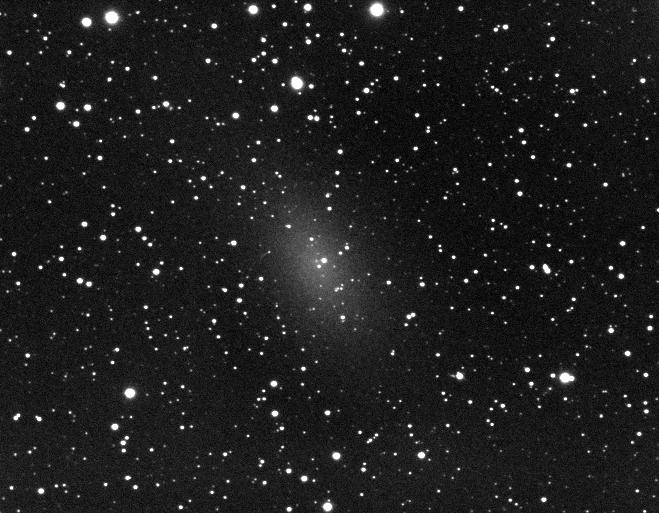
局所銀河群のNGC 147

矮小楕円体銀河（dwarf spheroidal galaxy、dSph）は、銀河系やアンドロメダ銀河の伴銀河となっている光度の小さい銀河である。外見や特徴は矮小楕円銀河と似ているが、星間物質はほとんどなく、星形成も起こっていない。また、形はほぼ回転楕円体で通常は光度が低く、局所銀河群の伴銀河としてのみ知られている。
2005年までには、9個の「古典的な」矮小楕円体銀河が見つかっていただけだったが、スローン・デジタル・スカイサーベイにより新たに11個の矮小楕円体銀河が発見された。研究に多くのサンプルを提供することになり、これらの銀河への理解が飛躍的に進んだ。
近年、矮小楕円体銀河のほとんどは矮小楕円銀河よりも不規則銀河や晩期型渦巻銀河に近いという証拠が増えつつある。これらの種類の銀河は、実は宇宙で最も一般的に存在する銀河であるが、とても暗いため、他の種類の銀河と比べて観測することが極めて難しい。
矮小楕円体銀河が極めて暗いことや、また含まれる恒星の性質から、矮小楕円体銀河と球状星団は明確に区別されず、型が違うだけではないかという天文学者もいる。しかし別の研究では、恒星の運動から推定される矮小楕円体銀河の質量は、それに含まれる恒星の質量の合計より何倍も大きいことを発見した。現在、多くから支持されている標準宇宙模型では、これはダークマターの明かな証拠だと見られており、ダークマターの存在はしばしば矮小楕円体銀河と球状星団の明確な違いとされる。これらの天体には非常に大量のダークマターが含まれるため、「最も大量のダークマターを占める銀河」と言われる。
矮小楕円体銀河中に暗黒物質が存在することを示す更なる証拠として、ろ座矮小楕円体銀河のケースが挙げられる。ろ座矮小楕円体銀河は、天の川銀河の重力の影響が小さいため、暗黒物質の質量を推定するために動的平衡状態にあると仮定することができる。一方、ろ座矮小楕円体銀河とは異なり、おおぐま座方向にある矮小楕円体銀河であるおおぐま座矮小楕円体銀河IIは、天の川から強い潮汐変動を受けているという証拠がある。